# Аншютц, Карл
Карл Аншютц (нем. Karl Anschütz; 1813 или 1815, Кобленц — 30 декабря 1870, Нью-Йорк) — немецкий дирижёр и композитор. Сын Йозефа Андреаса Аншютца, брат Германа Аншютца.
Учился музыке у своего отца, а с 1837 г. в Дессау у Фридриха Шнайдера, женился на его дочери. Вернувшись в Кобленц, работал дирижёром в оперном театре, в 1842 г. сменил отца во главе Института музыки, готовившего преимущественно церковных музыкантов; среди его учеников, в частности, Иоганнес Хойхемер. В 1848—1849 гг. дирижировал в Нюрнберге, затем в Немецкой опере в Амстердаме, откуда в том же 1849 г. отправился с немецкой оперной труппой в Лондон. На протяжении нескольких лет выступал как оперный и симфонический дирижёр по всей Великобритании.
В 1857—1860 гг. дирижировал оперной антрепризой Бернарда Ульмана, работавшей в США (на определённом этапе — под совместным управлением Ульмана и Мориса Стракоша). После распада труппы и отъезда Ульмана в Европу остался в США, в 1860—1862 гг. главный дирижёр немецкого хорового Общества «Арион» в Нью-Йорке. В 1862 г. основал там же немецкую оперную труппу.
Автор фортепианных пьес и различных переложений, включая аранжировку всех девяти симфоний Людвига ван Бетховена для духового оркестра.